# 하누만과 7명의 울트라맨
하누만과 7명의 울트라맨(Hanuman and the Seven Ultramen, The 6 Ultra Brothers vs. the Monster Army), 1974년 일본과 태국이 합작한 특수 효과 슈퍼히어로 영화(솜포테 샌즈 감독).

## 출연

### 주연
- 요드차이 멕수완 - 위수트 박사
- 파와나 차나짓 - 마리사
- 코캐오둔디 - 피코
- 아난 프리차 - 아난
- 스리푸크 - 스리푸크
- 스리수리야 - 스리수리야
- 칸 분초 - 분초
- 찬 완펜 - 강도
- 솜누크 - 강도
- 유폰 타마스리 - 하누만
- 키니치 쿠스미 - 울트라맨, 수리야
- 솜포트 샌즈 - 보고자